# Jaunpils (novads)
Jaunpils (łot.: Jaunpils novads) – jeden z łotewskich novadsów, funkcjonujący w latach 2009–2021.

## Historia
Novads powstało na terenach należących przed 2009 do rejonu Tukums.
W skład novadsu wchodziły dwa pagastsy: Jaunpils i Viesati. Jego stolicą została wieś Jaunpils.
Zlikwidowany w ramach reformy administracyjnej 30 czerwca 2021. Wszedł w całości w skład nowego novadsu Tukums.